# Anarchias
Anarchias es un género de morenas de la familia Muraenidae.

## Especies
- Anarchias allardicei (Jordan y Starks, 1906)
- Anarchias cantonensis (Schultz, 1943)
- Anarchias euryurus (Lea, 1913)
- Anarchias galapagensis (Seale, 1940) - Morena menuda
- Anarchias leucurus (Snyder, 1904)
- Anarchias longicaudis (Peters, 1877)
- Anarchias maldiviensis (Klausewitz, 1964)
- Anarchias seychellensis (Smith, 1962)
- Anarchias similis (Lea, 1913) - Morena enana (en México) o Morena pigmea (en Cuba)